# Dancing Days
Dancing Days – utwór angielskiego zespołu rockowego Led Zeppelin z albumu Houses of the Holy z roku 1973, nagrany w Stargroves w 1972 roku.
Inżynier dźwięku Eddie Kramer mówił podobno, że muzycy zaczęli tańczyć na trawniku ze szczęścia podczas odtwarzania tego utworu – taka była ich satysfakcja z nagrania „Dancing Days”.
Riff otwierający, który trwa do 17 sekundy, jest dość znany i jest często używany przez stacje radiowe i program VH1 Classic.
Podobnie jak inny utwór z albumu Houses of the Holy, „Over the Hills and Far Away”, Led Zeppelin grał go na koncertach już na długo przed jego wydaniem na albumie – po raz pierwszy w Wembley Empire Pool w listopadzie 1971. Grany był również w drugiej części ich amerykańskiej trasy w roku 1972 i nagranie „Dancing Days” z tej trasy pojawiło się na płycie „How the West Was Won”. Po ukazaniu się Houses of the Holy Dancing Days przestało być grane na koncertach, choć jego skrócona, akustyczna wersja, była czasami grana podczas trasy w roku 1977.
Zespół Stone Temple Pilots nagrał znany cover tego utworu na albumie z 1995, który był hołdem dla Led Zeppelin – Encomium.
Na portalu Rate Your Music określono go jako reprezentującego m.in. gatunki hard rock, folk rock i blues rock.